# Bigband Dachau
Die Bigband Dachau ist eine 2010 gegründete Bigband aus Dachau in Oberbayern.
Die Band spielt eine Mischung aus Bigband-Jazz mit Techno- und Hip-Hop-Rhythmen,
und hebt sich besonders durch vom Bandleader angeleitete Gruppenimprovisationen
von vergleichbaren Ensembles ab. Daneben fällt sie durch extravagante Bühnenoutfits
und Dekorationen mit Gold- und Glitzerelementen auf.

## Geschichte
Die Bigband Dachau wurde 2010 von Jörg Hartl als Swing- und Jazzensemble zur
musikalischen Ausbildung an der Knabenkapelle Dachau e.V. gegründet. Anfänglich
spielte sie klassischen Swing- und Bigband-Jazz, der jedoch ab 2013 zunehmend
unter dem Motto Bigband meets Disco mit Elementen zeitgenössischer Club- und
Tanzmusik angereichert wurde.
Die Bigband trat zunächst unter dem Namen Bigband der Knabenkapelle Dachau auf;
im Jahr 2013 erfolgte anlässlich des Erscheinens der ersten CD Bigband Dachau
die Umbenennung in Bigband Dachau.
In den Jahren 2013 und 2015 nahm die Bigband Dachau beim Landeswettbewerb Jugend jazzt Bayern für Jazzorchester teil, bei dem sie 2013 einen Auftritt beim Bayerischen Jazzweekend 2014 in Regensburg gewann.
Im Jahr 2015 wurde sie mit der Bestnote „mit hervorragendem Erfolg“ ausgezeichnet.
Im Jahr 2015 ging die Band auf eine u. a. vom Goethe-Institut unterstützte Tournee durch Österreich und Italien, wo sie unter anderem im Deutschen Pavillon auf der Weltausstellung Expo 2015 in Mailand auftrat.
Im April 2016 gab Jörg Hartl die Leitung der Band ab; sie wird seither vom Augsburger Jazzpianisten Thomas Jahn alias Tom Tornado geleitet, der Hartl schon vorher zeitweise bei der Leitung unterstützt hatte.
2016 erschien die zweite CD Der verdammte Beat bei Artmode Records. Die CD wurde in der Sendung Montagsdemo im Zündfunk auf BR 2 vorgestellt und wurde dort Monatssieger im August 2016. Im selben Jahr wurde die Band zum ersten Mal für den Tassilo-Kulturpreis der Süddeutschen Zeitung nominiert.
2017 spielte die Bigband Dachau beim Montreux Jazz Festival.
In einer zweiteiligen Folge der Sendung Jazztime auf BR-Klassik zum Thema Jazz und Techno wurde sie als
eine von vier Bands, die diese Stilrichtungen kombinieren, präsentiert.
Im Jahr 2018 wurde die Band erneut für den Tassilo-Kulturpreis der
Süddeutschen Zeitung nominiert und mit einem der drei Hauptpreise ausgezeichnet.
Auf Einladung des Landratsamts Dachau reiste sie mit einer Dachauer Delegation
nach Oświęcim (Polen) und trat dort beim Tauron Life Festival mit dem
Projekt Rebel Babel des polnischen Rappers L.U.C auf.
Im Jahr 2019 begann die Band eine Zusammenarbeit mit dem finnischen Techno-Pionier und Multiinstrumentalisten Jimi Tenor, mit zwei Konzerten beim Digitalanalog-Festival in München und im Stadttheater Landsberg. Das zweite dieser Konzerte wurde aufgezeichnet und ist 2021 als Live-CD bei Südpolmusic erschienen. Die Zusammenarbeit wurde 2021 und 2022 mit weiteren Auftritten beim Digitalanalog-Festival, dem Kemptener Jazz Frühling und im Stadttheater Landsberg fortgesetzt.

## Diskografie
Alben
- Bigband Dachau (2013)
- Der verdammte Beat (2016, Artmode Records)
- Live at Stadttheater Landsberg (mit Jimi Tenor; 2021, Südpolmusic)

## Auszeichnungen
- 2015: Bestnote „Mit hervorragendem Erfolg“ beim Landeswettbewerb Jugend jazzt Bayern für Jazzorchester
- 2018: Tassilo-Kulturpreis der Süddeutschen Zeitung